# Национальный музей (Познань)
Национальный музей в Познани (Народный музей в Познани, пол. Muzeum Narodowe w Poznaniu) — крупный художественный национальный музей в Польше. Зарегистрирован в Государственном реестре музеев.

## История
Основан в 1857 году как Музей польской и славянской древности в Великом княжестве Познанском. В современный музей входят Галерея живописи и скульптуры, Музей прикладного искусства, Музей истории города Познань, Музей музыкальных инструментов, Военный музей Великой Польши и Этнографический музей. Кроме этого, к системе Познанского музея относятся Музей Адама Мицкевича в Смиелове и Замок в Голухове.
Возле музея находится памятник познанскому 15-му уланскому полку, посвящённый военнослужащим, сражавшимися с советскими войсками в 1920 году.

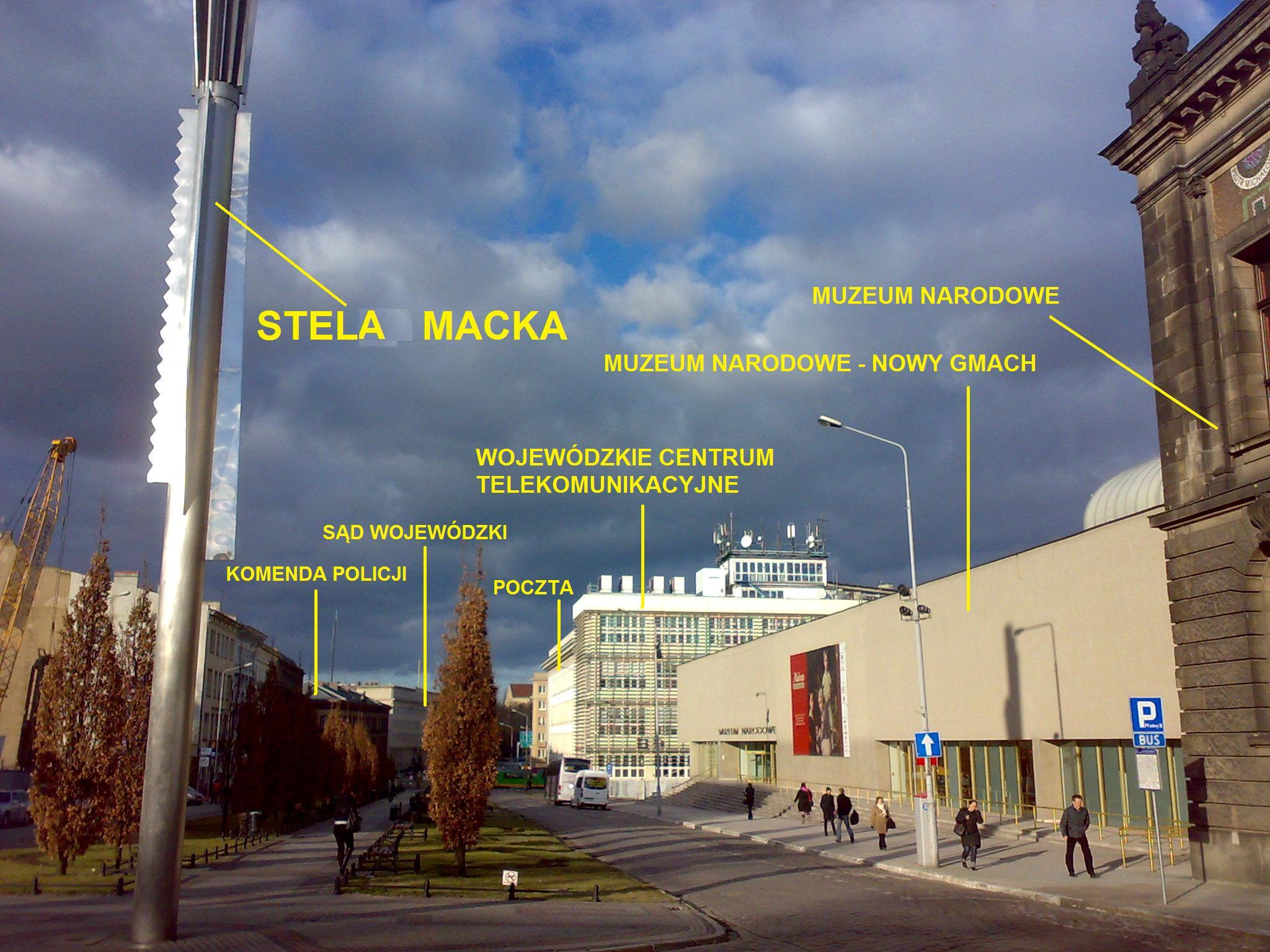
Аллея Кароля Марцинковского с указателями

Напротив старого здания музея располагается металлическая стела представителя кинетического искусства немецкого художника Хейнца Мака.

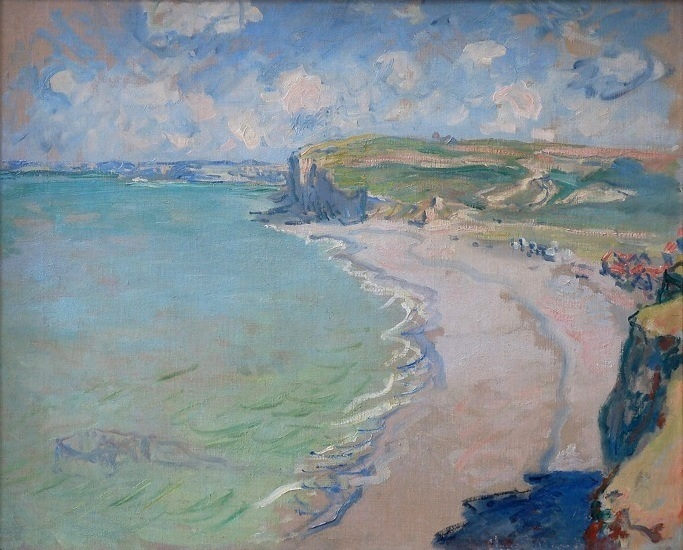
Клод Моне «Пляж в Пурвиле», 1882

В 2000 году из музея была украдена картина французского художника Клода Моне «Пляж в Пурвиле». Картина была вырезана из рамки и на её место вставлена копия. Укравшего картину жителя города Олькуш удалось найти спустя много лет. Подсудимый признал вину, утверждая, что украл картину для себя, потому что любит импрессионизм, он также указал на место, где прятал её почти 10 лет.

## Филиалы музея
- Музей истории Познани;
- Этнографический музей.